# Pierre qui Tourne (Velaine sur Sambre)
Der Pierre qui Tourne (auch Roche-qui-Tourne) ist ein Menhir in einem Wald beim Weiler Onoz, im Osten von Velaine sur Sambre, bei Charleroi in der Provinz Namur in Belgien.
Der Menhir hat eine Höhe von etwa 3,1 Metern. In seiner Nähe wurden neolithische Klingen, Hämmer, ein Stück polierte Feuersteinaxt und Fragmente von groben Vasen gefunden.
Der Menhir wurde 1960 durch königliches Dekret unter Schutz gestellt.
Pierre qui Tourne ist ein Name, der in Südbelgien und in Frankreich vielfach für Megalithanlagen und Menhire (Pierre qui Tourne (Baileux), Pierre qui Tourne (Beaurieux), Pierre qui Tourne (Bézancourt), Pierre qui Tourne (Morancez), Pierre qui Tourne (Sautin) und Pierre qui Tourne (Vay)) vergeben wurde.
Hundert Meter vom Pierre qui Tourne wurde 1927 der neolithische Polissoir von Velaine sur Sambre entdeckt.